# Femoracoelotes
Femoracoelotes is een geslacht van spinnen uit de  familie van de Amaurobiidae (nachtkaardespinnen).

## Soorten
- Femoracoelotes latus (Wang, Tso & Wu, 2001)
- Femoracoelotes platnicki (Wang & Ono, 1998)